# نورزمین
نورزمین (انگلیسی: Nurzamin) یک منطقهٔ مسکونی در ازبکستان است که در ولایت خوارزم واقع شده‌است.